# Kuglemuseurt
Kuglemuseurt (Filago vulgaris), ofte skrevet kugle-museurt, er en plante i kurvblomst-familien.
I Danmark er arten sjælden, hvor den fortrinsvis findes i Sønderjylland på agerjord, ved veje og i grusgrave.